# Jean Hercule de Rosset de Rocozel
Jean Hercule de Rosset de Rocozel (* 6. Juli 1683 auf Schloss Bouloc; † 31. Dezember 1748 auf Schloss Fleury) aus der Familie Rosset de Rocozel war ein französischer Hochadliger und Militär.
Er war Duc de Fleury und Pair de France, Marquis de Rocozels, Baron de Pérignan etc.

## Leben
Jean Hercule de Rosset de Rocozel ist der Sohn von Bernardin de Rosset, Seigneur de Ceilhes, de Rocozel, de la Vernède etc., und Marie de Fleury, der jüngeren Schwester des Kardinals André-Hercule de Fleury, der mangels Möglichkeiten innerhalb der Familie Fleury die Familie seiner Schwester förderte und ihr sein Vermögen und seinen Grundbesitz zukommen ließ.
Am 14. Juni 1699 wurde er Page des Königs in der Petite Écurie. 1707 war er Musketier, 1709 Capitaine im Régiment de la Reine cavalerie,
1723 wurde er Gouverneur von Lodève, am 30. September 1723 Seigneur de Dio, Valquières, Prades und Vernazobre, im September 1724 zum Marquis de Rocozel ernannt,
Im Mai 1729 wurde er Gouverneur von Sommières, das er an seinen Bruder Pons abtrat, im September 1729 Gouverneur von Aigues-Mortes.
Im März 1736 wurde er zum Duc de Fleury und Pair de France ernannt, (im Parlement de Paris registriert am 14. März 1736). Er trat den Titel im Mai an seinen Sohn André Hercule ab, wurde aber weiterhin als Duc de Fleury bezeichnet. Am 11. Mai 1736 wurde er ins Parlement de Paris aufgenommen. Am 20. Mai 1736 wurde er in der 16. Verleihung Ritter im Orden vom Heiligen Geist.
Jean Hercule de Rosset de Rocozel starb am 31. Dezember 1748 auf Schloss Fleury.

## Ehe und Nachkommen
Jean Hercule de Rosset heiratete (notariell am 6. November 1714) Marie Rey († 11. August 1778, 85 Jahre alt), Nichte von Jean Coudurier, Premier avocat en la Cour des aides, comptes et finances. Ihre Kinder sind:
- André Hercule de Rosset de Rocozel (* 27. September 1715[7] in Montpellier, † 13. April 1788[8] in Paris), anfangs Marquis de Fleury genannt, Marquis de Rocozel, Baron de Ceilhes, Seigneur de Florange etc., 4. August 1726 Enseigne (Fähnrich) und 27. Dezember 1731 Colonel des Régiment d’Angoumois infanterie, 10. März 1734 Mestre de camp Colonel-Lieutenant des Régiment Royal dragons, 24. Juni 1734 Seneschall von Carcassonne, Limoux und Béziers, 25. Mai 1736[9] Duc de Fleury nach Demission seines Vaters, Pair de France, Januar 1737[10] Gouverneur und Lieutenant-général von Lothringen und Barrois, 1738 auch von Stadt und Schloss Nancy, 1. Januar 1740[11] Brigadier de cavalerie[12], 31. Mai 1741[13] Premier Gentilhomme de la Chambre du Roi, 2. Mai 1744 Maréchal de camp, 10. Mai 1748 Lieutenant-général, 31. Dezember 1748 Besitzer des Herzogtums Fleury und Gouverneur von Aigues-Mortes, 1752 Grand-Bailli de Nancy, 1. Januar 1753 (Ernennung) bzw. 2. Februar 1753 (44. Verleihung) Ritter im Orden vom Heiligen Geist, 1766 Gouverneur des (nach dem Tod des Herzogs Stanislaus I. Leszczyński geschaffenen) Grand-Gouvernement de Lorraine-et-Barrois; ⚭ 6. Juni 1736 Anne Madeleine Françoise d’Auxy de Monceaux (* 19. Oktober 1721, † 17. Mai 1802), einzige Tochter von Jacques d’Auxy, Marquis de Monceaux, und Marie-Madeleine de La Grange-Trianon
- Pierre Augustin Bernardin de Rosset de Rocozel (* 3. Mai 1717, † 13. Januar 1780[14]), genannt Abbé de Rocozels, ab 1736 Abbé de Fleury, 1734 Abt von Longpont, 1737 Abt von Buzay, 1741 Generalvikar des Erzbischofs von Paris, Januar 1743 Premier Aumônier de la Reine, Juni 1746 Bischof von Chartres, 16. Oktober 1746 geweiht, 1. Januar 1778 Ritter im Orden vom Heiligen Geist
- Henri Marie Bernardin de Rosset de Rocozel (* 26. August 1718, † 22. Januar 1781), genannt Abbé de Ceilhes-de-Rocozels, ab 1736 Abbé de Fleury, 1733–1738 Kanoniker in Paris, 1736[15] Abt von Royaumont, 1738 Abt von Rebais, 27. Dezember 1750 Erzbischof von Tours, 20. Juni 1751 geweiht, 1774 Erzbischof von Cambrai
- Marie Diane Antoinette de Rosset (* 6. April 1721, † 27. Juli 1754); ⚭ 12. Januar 1734 François Raimond Joseph Hermenegilde Amalric de Narbonne-Pelet, Vicomte de Narbonne (* 21. Oktober 1715, † 1773), 1745 Maréchal de camp, 1750 Lieutenant-général, Sohn von François Raimond Pelet, Baron de Montmirat, Seigneur de Cannes, genannt Vicomte de Narbonne-Pelet, und Louise Marie de Chastellard de Salières
- Guillaume Jean Ignace de Rosset de Pérignan (* 17. August 1723, † 27. Juni 1743 in der Schlacht bei Dettingen), genannt Marquis de Pérignan, ab 1736 Marquis de Fleury, 1. März 1738 Mestre de camp des Régiment de Fleury cavalerie
- Philippe Antoine (* 1725; † jung)[16]
- Jean André Hercule de Rosset de Valquiéres (* 26. April 1726,[17] † 21. Oktober 1781[18] in Paris), genannt Chevalier de Valquière, dann Commandeur de Fleury, 16. September 1731 Malteserordensritter, 8. Juni 1744 Oberst des Régiment de Fleury infanterie, 10. Mai 1748 Brigadier, 31. Januar 1749 Mestre de camp des Régiment de Fleury cavalerie, 1761 Maréchal de camp, 1763 Gouverneur von Mont Louis, 1780 Lieutenant-général
- Pons François de Rosset (* 18. April 1727[19], † 16. Oktober 1774[20] in Paris), ab 1753 Bailli de Fleury genannt, 22. Dezember 1731 Malteserordensritter, Garde de la Marine, Enseigne und Lieutenant des Vaisseaux du Roi, 1751 General der Galeeren der Malteser, Juli 1753 Grand‘-Croix und Bailli der Malteser, Kommandeur von Salins, Juli 1755 außerordentlicher Gesandter der Malteser beim König beider Sizilien, 1761 außerordentlicher Gesandter bei der Hohen Pforte in der Krise um das von aufständischen Sklaven nach Malta entführte Flaggschiff Corona Ottomana.
- Gabrielle Isabeau Thérèse de Rosset (* 22. Oktober 1728[21]; † 1800); ⚭ 19. Dezember 1743[22] Charles Eugène Gabriel de La Croix, Marquis de Castries (* 25. Februar 1727; † 11. Januar 1801[23] in Wolfenbüttel), 1780–1787 Ministre-Secrétaire d’État de la Marine, 1783 Marschall von Frankreich